# Trevor Taylor
Trevor Taylor (n. 26 decembrie 1936, Sheffield, Anglia, Regatul Unit – d. 27 septembrie 2010, Wickersley⁠(d), Rotherham⁠(d), Anglia, Regatul Unit) a fost un pilot de Formula 1. De-a lungul carierei a luat startul în 27 de curse, niciuna din pole-position. Nu a câștigat nicio cursă și a terminat o singură dată pe podium, acumulând 8 puncte în întreaga activitate ca pilot de Formula 1.